# خانه ابوالقاسم عزیزی
خانه ابوالقاسم عزیزی مربوط به اوایل دوره قاجار است و در ابرکوه، محله درب قلعه، کوچه شهید عزیزی واقع شده و این اثر در تاریخ ۱۱ مرداد ۱۳۸۴ با شمارهٔ ثبت ۱۲۶۶۸ به‌عنوان یکی از آثار ملی ایران به ثبت رسیده است.